# Hendrikus Franciscus Arke
Hendrikus Franciscus Arke (Borne, 7 juni 1895 – Oudewater, 30 april 1984) was een Nederlands politicus van de KVP.
In 1918 ging hij als klerk werken bij de gemeentesecretarie van Lonneker. Die gemeente ging in 1934 op in de gemeente Enschede waar hij in dienst trad. Tijdens de Tweede Wereldoorlog is hij als gijzelaar geïnterneerd geweest. Vanaf mei 1945 was hij enige tijd werkzaam bij het Militair Gezag. Arke was commies 1e klasse bij de gemeente Enschede voor hij in 1948 benoemd werd tot burgemeester van Oudewater. Hij ging in 1960 met pensioen en overleed in 1984 op 88-jarige leeftijd.